# Глинокислотне оброблення свердловин
Глинокислотне оброблення свердловин — різновид кислотної обробки свердловин.
Галузь застосування. Глинокислотна обробка проводиться в теригенних (піщано-глинистих) колекторах з низьким вмістом карбонатних порід.
Склад кислоти. Глинокислота являє собою суміш соляної і флуористоводневої (плавикової) кислот.
Хімічна сутність методу. Плавикова кислота руйнує силікатні породоутворюючі мінерали: алюмосилікати глинистого розчину (каолін), які проникли в пласт при бурінні, і кварцовий мінерал (кварц). Плавикова кислота зберігається в ємностях зі свинцю, воску, парафіну, ебоніту тощо, тому що скло та кераміка розкладаються цією кислотою. Другий компонент глинокислоти соляна кислота — істотно впливає на ефективність обробки. При глинокислотній обробці виділяється газоподібний SiF, який утворює з водою кремнієву кислоту. У нейтральному середовищі кремнієва кислота випадає у вигляді драглистоподібного гелю і може закупорити пласт. Наявність соляної кислоти запобігає випадінню гелю, тому що в кислому середовищі кремнієва кислота знаходиться в розчиненому вигляді. Крім того, соляна кислота переводить менш розчинну сіль AlF3 в добре розчинну сіль AlCl3. Якщо пласт представлений не лише глинизованими пісковиками, а містить і карбонати, то при взаємодії карбонатів з плавиковою кислотою утворюється нерозчинна сіль CaF2, що випадає в осад.
При глинокислотній обробці слід уникати тривалого контакту кислоти з металом труб.